# Jean Ruhland
Jean Ruhland (* 26. Dezember 1834 in Münster im Elsass; † November 1907 ebenda) war Bürgermeister, Unternehmer und Mitglied des Reichstags.

## Leben
Ruhland besuchte die Lyceen in Colmar und Straßburg von 1846 bis 1853. Er wurde Ingenieur an der École Centrale Paris, wo er 1857 promovierte. In Münster hatte er ein Unternehmen zur Telegraphenstangen-Imprägnierung von 1862 bis 1883. Ruhland war Bürgermeister von Münster von 1886 bis 1907. Ab 1886 war er Mitglied des Landesausschusses und des Kreistages sowie Präsident des landwirtschaftlichen Kantonal-Vereins Münster.
Von August 1890 bis 1893 war er Reichstagsabgeordneter für den Wahlkreis Reichsland Elsaß-Lothringen 3 Kolmar.